# Costache Negruzzi
Costantin Negruzzi, detto Costache (Trifești, 1808 – 24 agosto 1868), è stato un politico rumeno.
Direttore con Vasile Alecsandri del Teatro Nazionale di Iași, acquistò fama nel 1857 con la raccolta I peccati di gioventù, contenente anche poemi storici e romanzi d'amore.
Lo ricordiamo inoltre per l'epistolare Nero su Bianco, composto da 30 lettere immaginarie.